# Afzetpaal
Een afzetpaal is een relatief kleine paal die gebruikt wordt voor de afbakening van gebieden/plekken of het beheer van wachtrijen.

## Wachtrijpaal

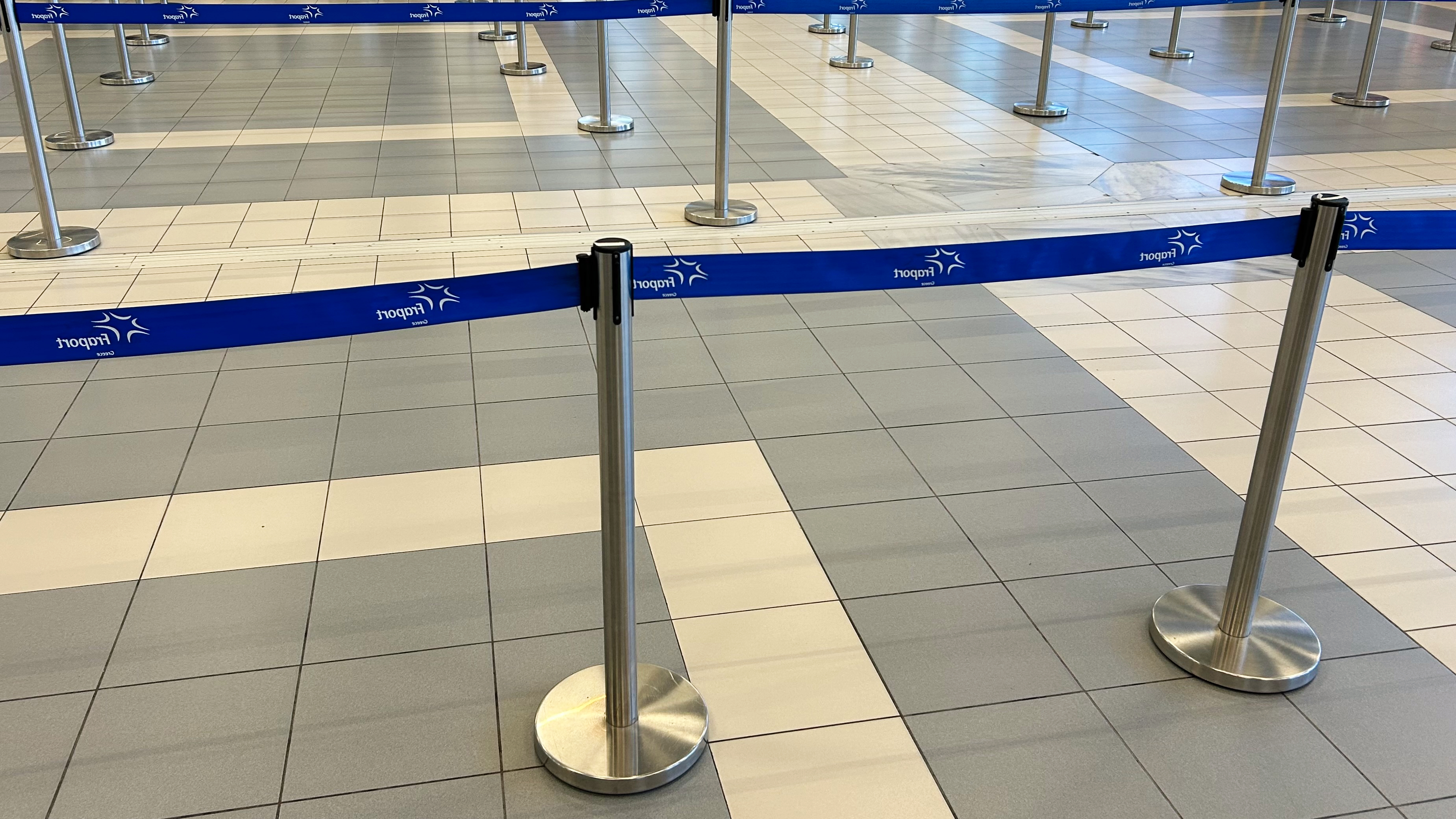
Wachtrijpalen op een luchthaventerminal.

Het meest mobiele type afzetpaal is de wachtrijpaal ofwel afbakeningspaal. Wachtrijpalen worden dikwijls gebruikt om wachtrijen te (be)geleiden of bepaalde plekken tijdelijk vrij te houden wanneer ergens grote groepen mensen aanwezig zijn (crowd control). Vaak zijn wachtrijpalen uitgerust met een koorden of een uittrekbare linten (in die vorm bekend als 'tensabarrier').

## Vegetatie op afzetpalen

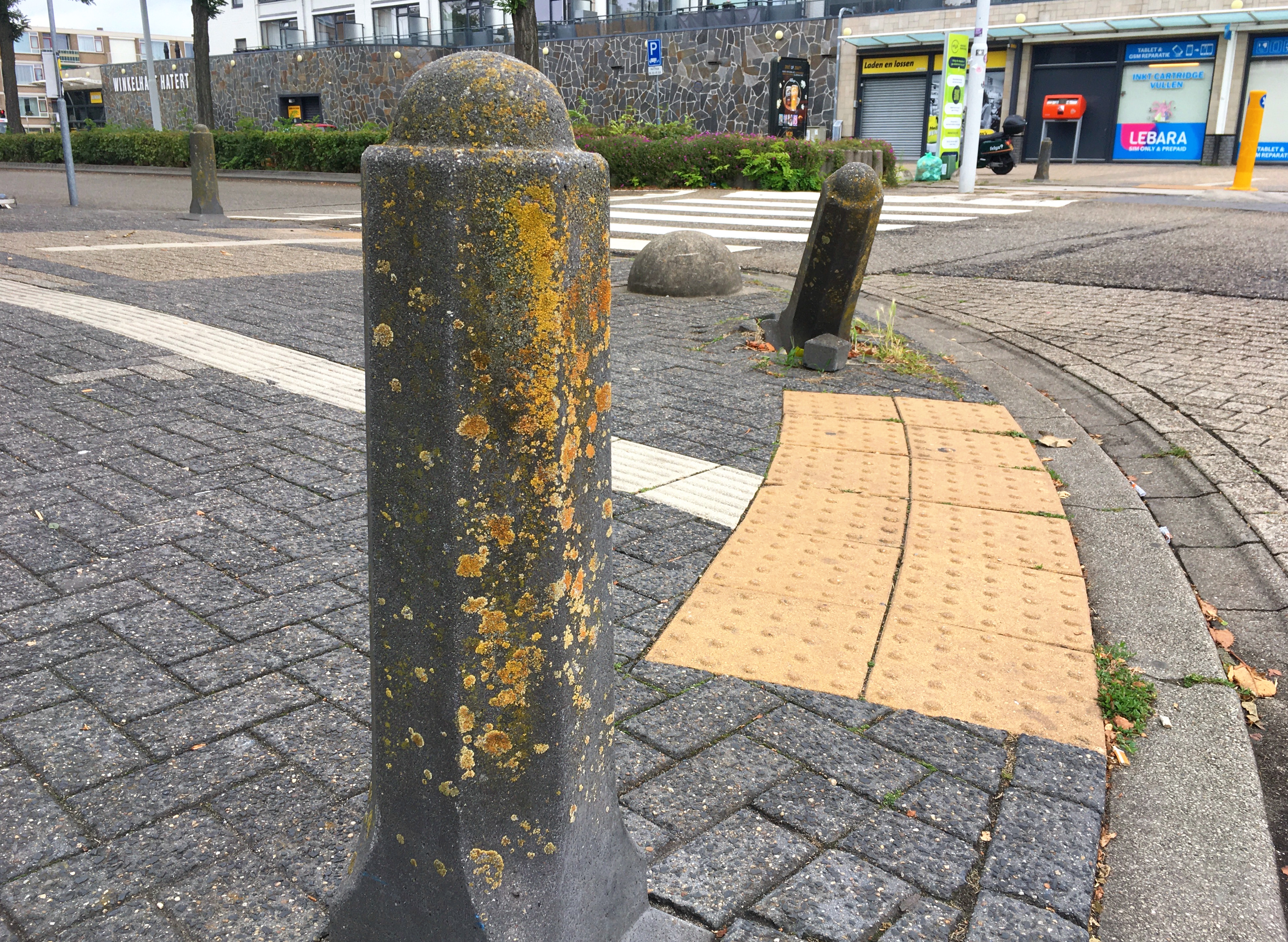
Een afzetpaal begroeid met kleurrijke korstmosvegetatie van de sinaasappelkorst-associatie.

Relatief vaak zijn afzetpalen begroeid met (micro)vegetatie van mossen en/of korstmossen. Een opvallend en veelvoorkomend vegetatietype op betonnen afzetpalen is de sinaasappelkorst-associatie (Calogayetum pusillae).

## Fotogalerij

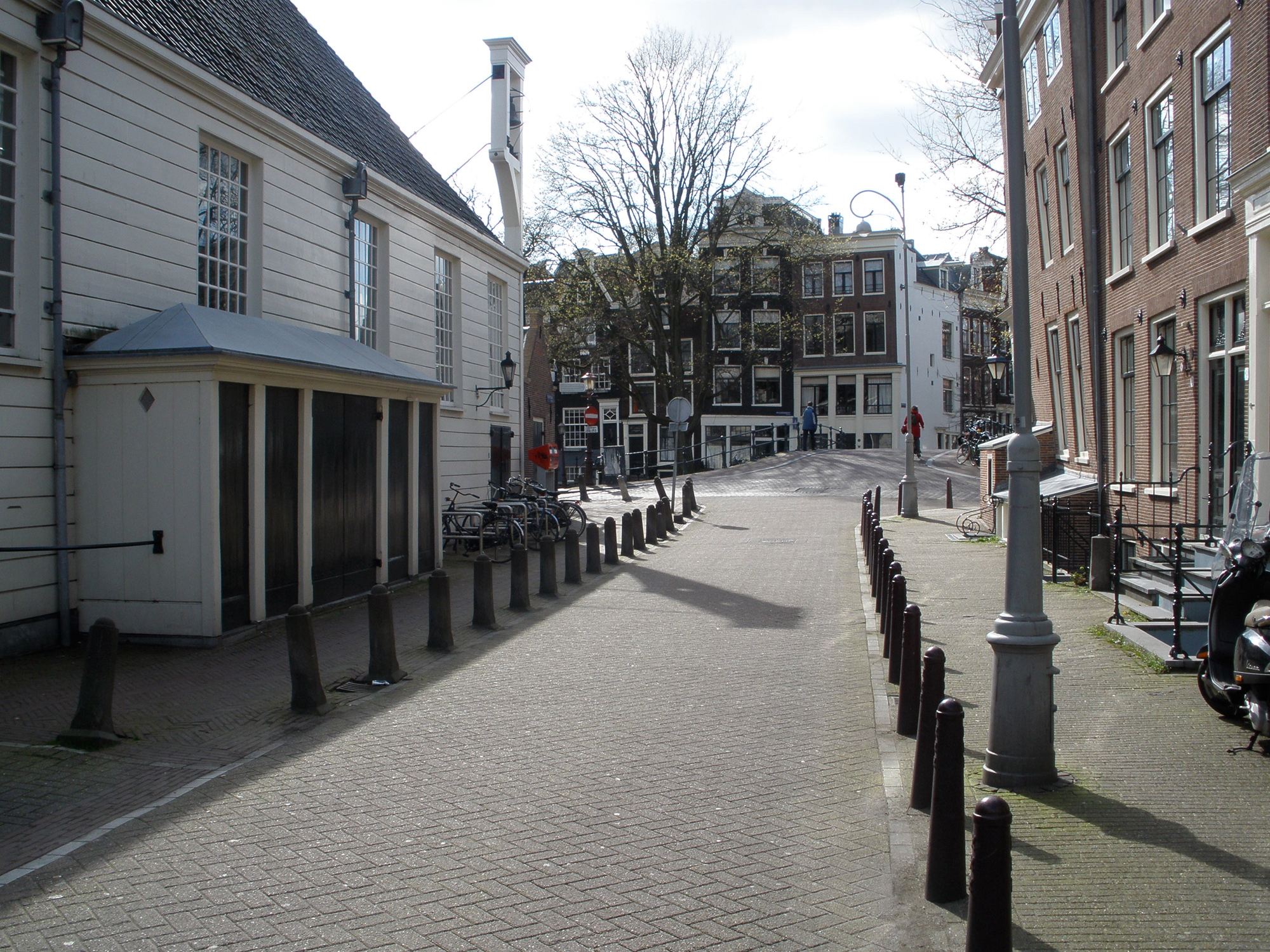
Betonnen afzetpaaltjes en amsterdammertjes
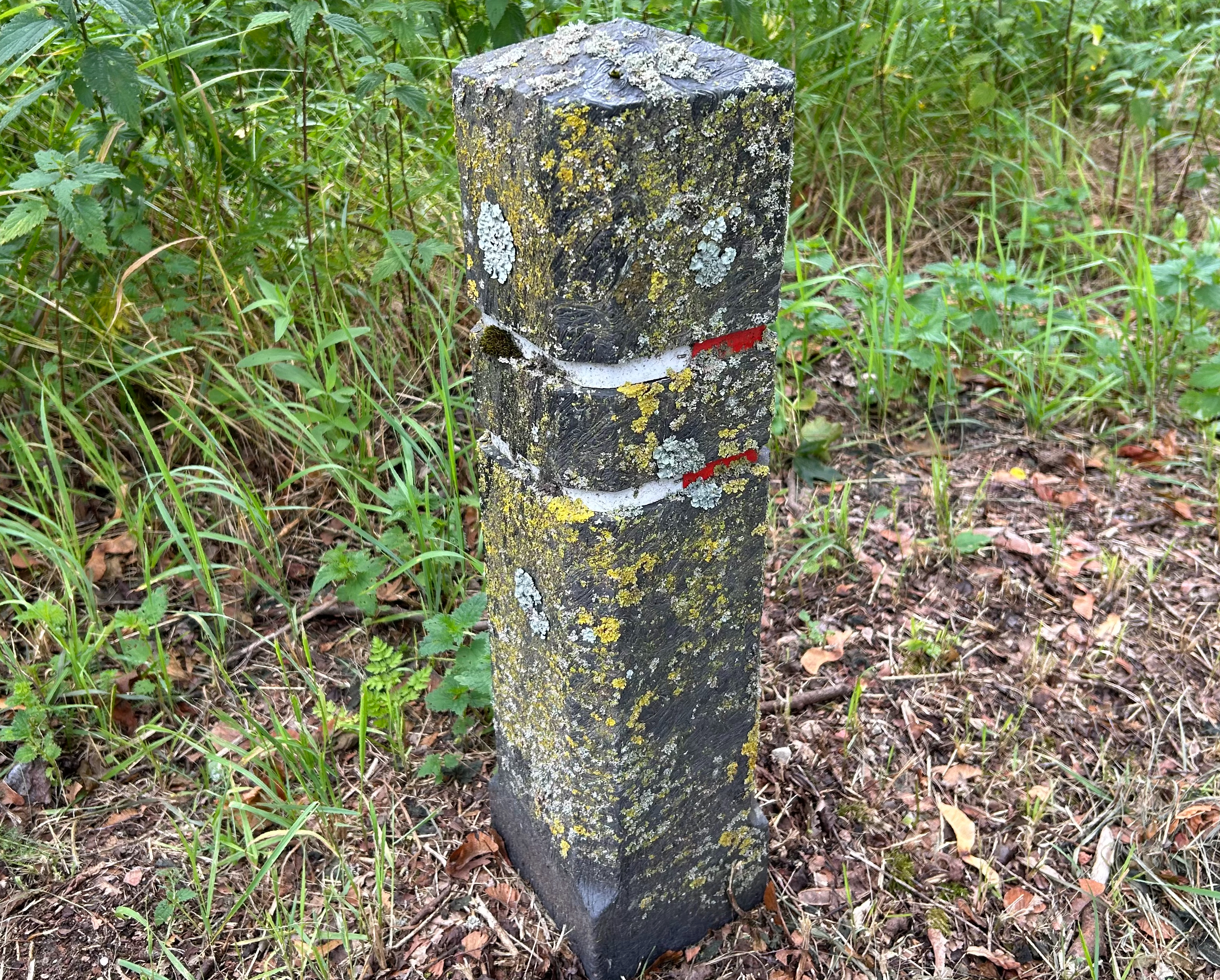
Diamantkoppaal begroeid met de kapjesvingermos-associatie